# In 80 Days Around the World
In 80 Days Around the World è un videogioco di genere misto tratto dal romanzo Il giro del mondo in 80 giorni, pubblicato nel 1987 per i computer Amiga, Atari ST e Commodore 64 dalla Rainbow Arts.
Il titolo è scritto anche In Eighty Days Around the World sulle schermate dei crediti e Around the World in 80 Days (titolo originale del romanzo) sulla copertina dell'edizione britannica.

## Modalità di gioco
Come nel romanzo, l'obiettivo è far compiere a Phileas Fogg e al suo maggiordomo Passepartout il giro del mondo, partendo da Londra e andando a est, negli 80 giorni previsti. Il gioco comprende vari differenti giochi d'azione, distribuiti in quattro tappe del viaggio, ma il giocatore deve anche gestire i tempi e i costi degli spostamenti tra le tappe. Se scadono gli 80 giorni, si esaurisce il denaro, o non si riesce a completare uno dei giochi d'azione, la partita termina con la sconfitta.
La schermata di gioco principale mostra una mappa del mondo con un segnalino che si muove in tempo reale accelerato e indica la posizione raggiunta. Attorno alla mappa si hanno la data attuale, il denaro posseduto e quattro icone di azione selezionabili:
- Corrompere - si dà al conduttore una mancia in denaro, di quantità regolabile, per far viaggiare più velocemente l'attuale mezzo di trasporto, che può essere treno o nave
- Carte - un gioco d'azzardo che può servire a guadagnare denaro; cinque carte da gioco vengono scoperte una alla volta, e il giocatore deve indovinare se la successiva sarà più alta o più bassa della precedente
- Gioco - passa direttamente alla tappa successiva e al relativo gioco d'azione
- Pausa.

I giochi d'azione hanno generalmente per protagonista Passepartout, con visuale di profilo. Buona parte delle sequenze sono a piattaforme, con scorrimento orizzontale verso destra e talvolta anche verticale. Lo scorrimento su Commodore 64 è continuo, mentre su Amiga/ST avviene a scatti quando si raggiunge il bordo dello schermo.
Le tappe sono:
1. India: si attraversa dapprima la giungla, affrontando selvaggi e animali, che si possono eliminare a colpi di lance. Poi bisogna trovare l'uscita di un tempio sotterraneo con altre creature ostili, il tutto entro un limite di tempo. Passepartout ha una grossa quantità di energia che cala al contatto con i nemici, ma ha una sola vita, e nelle successive sequenze d'azione di questo tipo l'energia non viene rinnovata, perciò è importante risparmiarla.
2. Giappone, Yokohama: per guadagnarsi con una scommessa il successivo passaggio in nave, bisogna fare da base a una piramide umana. Cinque acrobati saltano uno alla volta sulle spalle di Passepartout, che muovendosi orizzontalmente deve farli atterrare nel punto giusto e tenerli in equilibrio. Se si sbaglia si perde del denaro e si ricomincia da capo.
3. America, West: per salvare Fogg si deve raggiungere un accampamento pellerossa attraversando una zona piena di lupi. Quindi bisogna cercare di ripetere esattamente i movimenti di danza fatti dallo stregone, pena la perdita di denaro. Infine si prosegue guidando una slitta a vela sulle nevi, con la quale si superano gli ostacoli bilanciando il peso avanti e indietro.
4. Inghilterra, Londra: si attraversano i sotterranei della città, infestati da creature pericolose, e ci si può difendere lanciando ciottoli.